# Museo del Chocolate Colonia

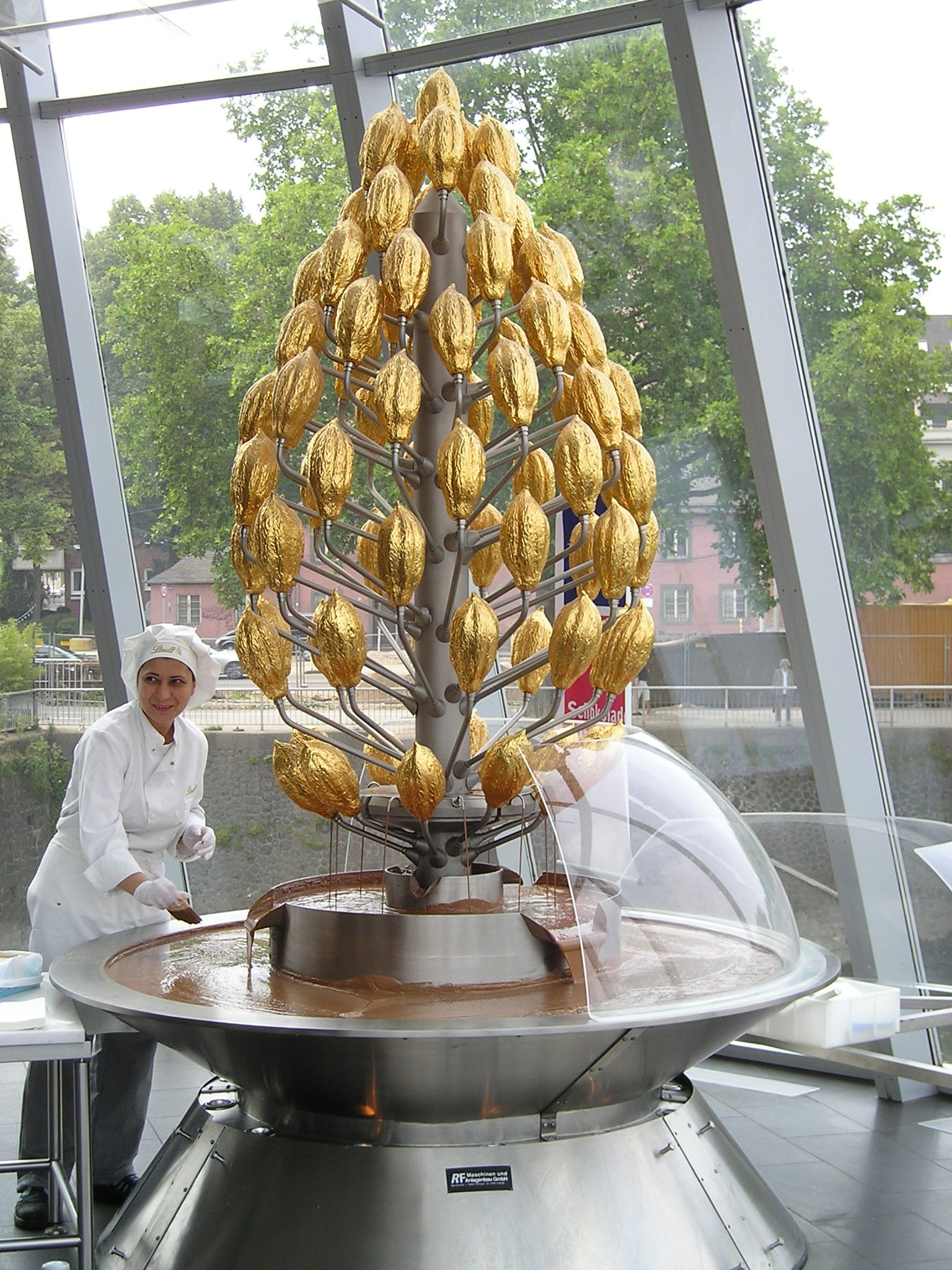
fuente de chocolate

El Museo del Chocolate Colonia (en alemán: Schokoladenmuseum Köln) es un museo del chocolate creado el 31 de octubre de 1993 como Imhoff-Schokoladenmuseum y nombrado a partir del entonces director general de Stollwerck, Hans Imhoff. Está situado en el distrito de Colonia, Altstadt-Süd en la península Rheinau. En la exposición, toda la historia del chocolate, como se muestra desde sus orígenes en los olmecas, mayas y los aztecas a los productos schokoladehaltigen hoy y sus métodos de fabricación.
El museo pertenece al Top Ten de los museos alemanes con 5.000 guías y 600.000 visitantes al año. El museo no necesita ningún subsidio, ya que se autofinancia. Su propio departamento de marketing contribuye a ello, porque el museo también se alquila como un lugar para eventos.

## Administración
El museo está gestionado por la Schokoladenmuseum GmbH Köln. Nuevo socio para la exposición ha sido productor de chocolate de Suiza Lindt & Sprüngli desde marzo de 2006. La expareja del museo fue el productor de chocolate de Colonia Stollwerck, que también fue demostrado por el antiguo nombre del museo (Imhoff-Stollwerck-Museo).

## Atracciones
Un tropiarium pequeño que puede ser visitado por el pueblo y es un cubo de cristal con longitudes de 10-metros, muestra los árboles de cacao de la especie Theobroma cacao y Theobroma grandiflorum. Varios mecanismos de producción fueron construidos como miniaturas, para que los visitantes puedan observar el proceso de producción de las pequeñas barras de chocolate, que son entregadas en la entrada del museo. Una atracción especial es la fuente de chocolate de tres metros de altura, en la que una persona introduce obleas en el chocolate líquido y las distribuye entre los visitantes. A la entrada del museo con una gran variedad de productos o el niño la totalidad o de chocolate y chocolates con énfasis en productos de Lindt & Sprüngli.
Tiene una valiosa colección de porcelana y tazas de plata de las piezas del siglo XVIII y XIX y del precolombina Mesoamérica para beber chocolate.  Además se expone la forma histórica de máquinas de colar y una colección de máquinas expendedoras, y también figuras huecas de chocolate.